# Centistes dmitrii
Centistes dmitrii är en stekelart som beskrevs av Sergey A. Belokobylskij 1996. Centistes dmitrii ingår i släktet Centistes och familjen bracksteklar. Inga underarter finns listade.